# Scopula (Gattung)
Die Gattung Scopula ist eine äußerst artenreiche Gattung der Schmetterlingsfamilie der Spanner (Geometridae). Die meisten Arten kommen in den Tropen und Subtropen vor. Weltweit gesehen können etwa 800 Arten zu dieser Gattung gerechnet werden, in einem etwas erweiterten Konzept sogar bis zu 900 Arten. Für Europa werden 43 Arten angegeben, im deutschsprachigen Raum kommen etwa 21 Arten vor.

## Merkmale
Es handelt sich um eher kleine Falter mit einer Flügelspannweite in der Größenordnung von etwa 15 bis 30 Millimetern, oder nur weniger darüber. Sie besitzen verhältnismäßig breite Vorderflügel. Die Spitzen (Apices) der Vorderflügel können gerundet oder leicht zugespitzt sein. Der Außenrand der Hinterflügel ist gerundet oder leicht geschwänzt. Die Grundfarbe variiert von fast Weiß über unterschiedliche Brauntöne bis zu Wein- oder Violettrot. Die Unterseite der Vorderflügel ist oft dunkler als die Unterseite der Hinterflügel, dagegen stimmt die Grundfarbe auf der Oberseite von Vorder- und Hinterflügel meist überein. Die Zeichnung besteht meist aus deutlich ausgebildeter innerer Querlinie, Mittelbinde und äußerer Querlinie. Diese Elemente können bei innerartlicher Variabilität fast verlöschen. Zusätzlich können noch die Wellenlinie und die Saumlinie entwickelt sein. Diskalflecken sind bei vielen Arten vorhanden.
Die Eier weisen gewöhnlich viele kräftige Längsrippen auf, die sich mit meist schwächeren Querrippen kreuzen. Sie haben im Allgemeinen eine blasse Farbe, häufig erscheinen jedoch nach einigen Tagen rote Flecke auf der Außenseite. Die Raupen schlüpfen meist rasch nach bereits drei bis sieben Tagen aus den Eiern. Sie sind relativ schlank und häufig innerartlich in der Farbe sehr variabel. Die Puppen sind meist bräunlich, die Flügelscheiden sind aber häufig grünlich oder gelblich gefärbt. Der Kremaster besteht aus vier Paaren Borsten.

## Geographische Verbreitung und Lebensraum
Die meisten  Arten der Gattung sind in den Tropen und Subtropen beheimatet. Eine relativ geringer Teil der Arten lebt auch in den gemäßigten Breiten. Entsprechend der großen Artenzahl ist auch eine große Breite in den Lebensräumen der Arten zu beobachteten. Die große Mehrzahl ist wegen ihrer tropischen und subtropischen Verbreitung auf wärmere Regionen beschränkt. Aber auch viele der in Mitteleuropa vorkommenden Arten werden als wärmeliebend beschrieben. Die Arten kommen vom Flachland bis z. T. in große Höhen von über 3000 Metern vor. Es gibt relativ ortstreue Arten, andere Arten wandern über kürzere und mittlere Strecken.

## Lebensweise
Die Arten der Gattung sind uni- bis plurivoltin, d. h., es werden eine bis mehrere Generationen pro Jahr ausgebildet. Die meisten Arten sind dämmerungs- und nachtaktiv, wenige fliegen auch am Tage. Häufig werden künstliche Lichtquellen angeflogen, viele Arten kommen auch zum Köder. Die Raupen sind z. T. monophag, meist aber polyphag und ernähren sich von verschiedenen krautigen Pflanzen und Blättern von Bäumen und Büschen. Seltener fressen sie auch Moose. In den gemäßigten Breiten überwintern meist die Raupen.

## Systematik
Die Gattung umfasst je nach Gattungskonzept zwischen 800 und 900 Arten. Hier werden nur die europäischen Arten gelistet:
- Scopula albiceraria (Herrich-Schäffer, 1844)
- Scopula arenosaria (Staudinger, 1879)
- Scopula beckeraria (Lederer, 1853)
- Scopula cajanderi (Herz, 1904)
- Scopula caricaria (Reutti, 1853) – Seidenglanz-Kleinspanner
- Scopula concinnaria (Duponchel, 1842)
- Scopula corrivalaria (Kretschmar, 1862)
- Scopula decolor (Staudinger, 1898)
- Scopula decorata (Denis & Schiffermüller, 1775) – Sandthymian-Kleinspanner
- Scopula divisaria (Christoph, 1893)
- Scopula emutaria (Hübner, 1809) – Salzwiesen-Kleinspanner
- Scopula flaccidaria (Zeller, 1852)
- Scopula floslactata (Haworth, 1809) – Gelblichweißer Kleinspanner
- Scopula frigidaria (Möschler, 1860)
- Scopula guancharia (Alphéraki, 1889)
- Scopula honestata (Mabille, 1869)
- Scopula imitaria (Hübner, 1799) – Rötlichgelber Kleinspanner
- Scopula immistaria (Herrich-Schäffer, 1852)
- Scopula immorata (Linné, 1758) – Marmorierter Kleinspanner
- Scopula immutata (Linné, 1758) – Vierpunkt-Kleinspanner
- Scopula incanata (Linné, 1758) – Weißgrauer Kleinspanner
- Scopula irrorata (Bethune-Baker, 1891)
- Scopula luridata (Zeller, 1847)
- Scopula marginepunctata (Goeze, 1781) – Randfleck-Kleinspanner
- Scopula minorata (Boisduval, 1833)
- Scopula nemoraria (Hübner, 1799) – Silberweißer Kleinspanner
- Scopula nigropunctata (Hufnagel, 1767) – Eckflügel-Kleinspanner
- Scopula ochraceata (Staudinger, 1901)
- Scopula orientalis (Alphéraki, 1876)
- Scopula ornata (Scopoli, 1763) – Schmuck-Kleinspanner
- Scopula rubellata (Staudinger, 1871)
- Scopula rubiginata (Hufnagel, 1767) – Violettroter Kleinspanner
- Scopula scalercii Hausmann, 2003
- Scopula submutata (Treitschke, 1828)
- Scopula subpunctaria (Herrich-Schäffer, 1847) – Schneeweißer Kleinspanner
- Scopula subtilata (Christoph, 1867)
- Scopula ternata Schrank, 1802 – Heidelbeer-Kleinspanner
- Scopula tessellaria (Boisduval, 1840)
- Scopula turbidaria (Hübner, 1819)
- Scopula turbulentaria (Staudinger, 1870)
- Scopula umbelaria (Hübner, 1813) – Schwalbenwurz-Kleinspanner
- Scopula vigilata Prout, 1913
- Scopula virgulata (Denis & Schiffermüller, 1775) – Braungestreifter Kleinspanner

Die Typusart der Gattung ist Phalaena paludata Linné, 1767, ein jüngeres Synonym von Scopula ornata (Scopoli, 1763). Von manchen Autoren wird die Gattung in mehrere Untergattungen aufgeteilt: Scopula (Scopula) Schrank, 1802, Scopula (Calothysanis) Hübner, 1823, Scopula (Holarctias) Prout, 1913 und Scopula (Ustocidalia) Sterneck, 1932.